# Drakensberg
Dãy núi Drakensberg hay Quathlamba là một dãy núi chạy song song với bờ biển phía nam của châu Phi. Dãy núi này nằm chủ yếu ở Nam Phi và có độ dài khoảng 1125 km (khoảng 700 dặm), từ tỉnh Mpumalanga đến tỉnh Eastern Cape, và tạo thành biên giới phía đông của Lesotho và tỉnh Free State. Đây là phần cao nhất của khu vực phía đông Great Escarpment. Các đỉnh núi nổi bật trong dãy núi này gồm có Thabana Ntlenyana (3.482 m/11.424 ft trên mực nước biển, đỉnh cao nhất ở phía nam châu Phi) và Mont-aux-Sources (3299 m/10.822 ft). Vườn quốc gia Hoàng gia Natal nằm ở gần Mont-aux-Sources. Có hai tuyến đường sắt chạy qua dãy núi này tại hai điểm là đèo Van Reenen (1646 m/5400 ft) và Laing's Nek (1250 m/4100 ft).